# 杏林子
劉俠（1942年2月28日—2003年2月8日），中華民國（台灣）作家。於臺北市北投區北投國民小學畢業。據其自述，因家鄉在陝西省扶風縣杏林鎮，也為了紀念自己一輩子與醫院結下的「不解之緣」（因為杏林在漢語中可以指醫學界），故以「杏林子」為筆名。

## 生平

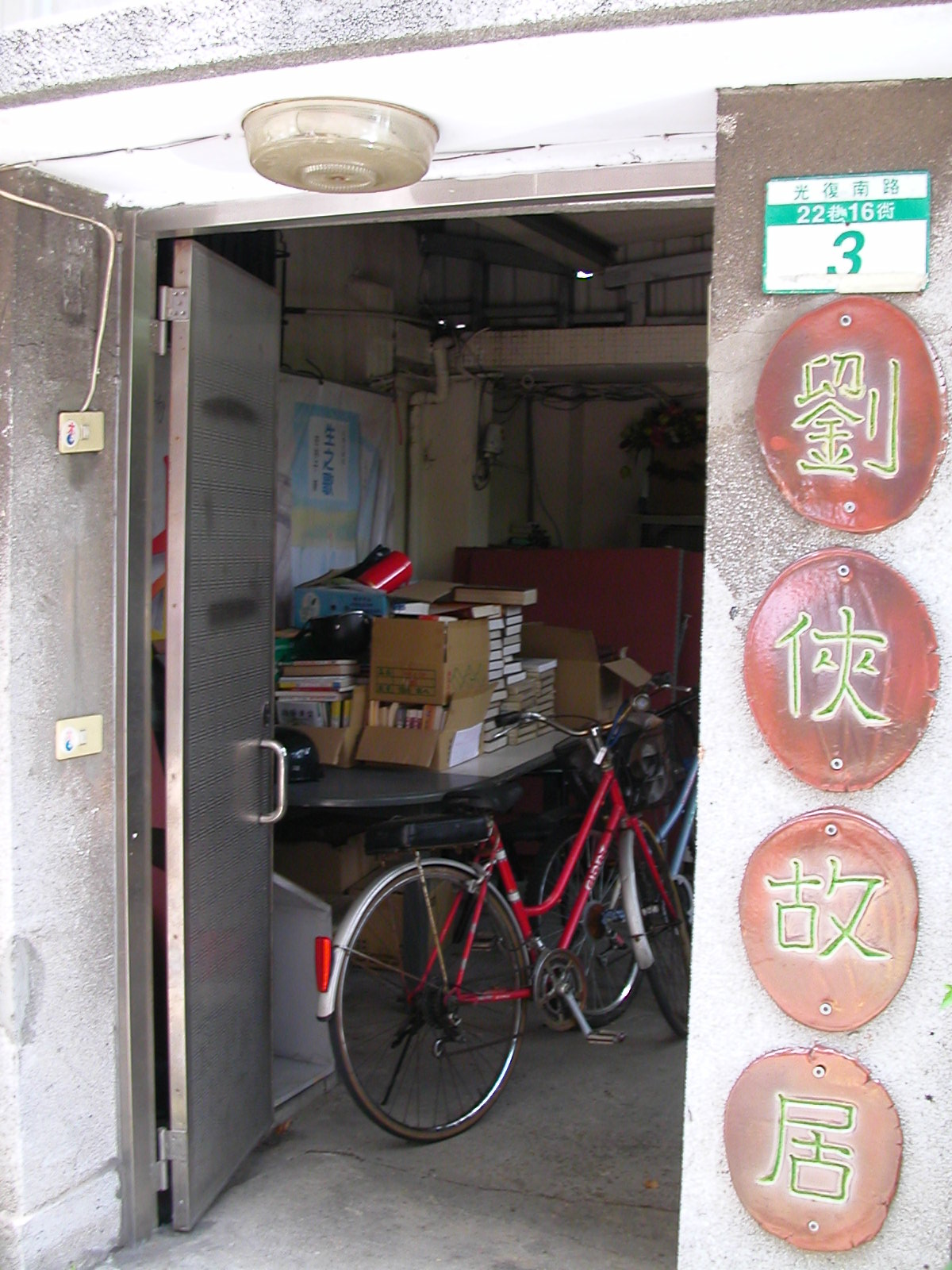
杏林子位於台北市光復南路的故居，現為中華民國劉俠-杏林子之友會會址。

杏林子1942年生於陝西省西安市，出生日期為農曆二月廿七（到台灣登記戶籍時誤記為公曆2月28日）。父親劉德銘為國軍軍人。1949年舉家隨國民政府遷到台灣。
杏林子在12歲時罹患了類風濕性關節炎（依疾病的定義，稱為多關節型幼年特發性關節炎較適當）。發病時手腳腫痛，行動極為不便，使她因而對生命抱著消極的態度，直到16歲時因信仰基督教，在心靈上有了寄託，並且創立了伊甸基金會，幫助了許多人，由信仰中體驗到生命的價值和尊貴，漸漸改變了她對生命的看法，轉而充滿了樂觀與積極。
由於身上的疾病而令杏林子不得不中途輟學，故此杏林子的最高學歷僅為「北投國小畢業」，杏林子初時甚為介意，但後來漸漸釋懷，因為這代表了「以後的學問都是自個兒修的」（《感謝玫瑰有刺》，九歌出版，1989年）。自此杏林子即通過函授學校及教育電台刻苦自學，她的母親亦總不辭勞苦的替她借書。函授學校的老師曾拿杏林子的作品到報刊發表，鼓勵了她日後嘗試投稿。杏林子第一篇投稿獲刊登的文章是〈他與她〉，1961年前後刊於《中央日報》副刊。及後杏林子即不斷寫作，作品類型亦越見多樣化，除散文外，亦有小說、廣播劇、電視劇本、舞台劇本等，屢獲殊榮。
除了寫作外，杏林子亦致力服務身心障礙者。她早年曾到「內政部傷殘服務中心」、「台北市南機場社區發展實驗中心」等為和她一樣在身體上有殘缺的人做義工服務。及後更於1982年成立伊甸殘障福利基金會（後改名為伊甸社會福利基金會），實踐其「福音」與「福利」並重的「雙福」理念。1989年又成立中華民國殘障聯盟，獲選為第一屆理事長。
由於杏林子殘而不廢，勇於向生命挑戰，並以著作激勵社會，她不但被譽為台灣最具影響力的作家，而且曾在1980年獲選為第八屆十大傑出女青年。
劉俠欲參加1989年立法委員選舉，但因只有國小畢業學歷，原不符參選資格，而向考選部申請學歷檢覈認許，考選部以不符法規：「立委候選人須高級中學以上學校畢業或普通考試以上考試及格。」而拒絕其申請，劉俠女士因無法登記參選，參政權受侵害為由，依國家賠償法第2條規定向民事該管法院提出國賠訴訟，法院以非民事案件逕予駁回，上訴至最高法院仍遭駁回，乃經理律法律事務所協助下申請大法官解釋，而於1992年作成釋字290號解釋，解釋文內容雖認為考選部及法院判決尚無違憲，惟此案受到大法官們的重視而予以受理，並指出立法機關制定法律時，仍應考量就學有實際困難之身障人士，意義重大。
她的晚年在幾乎無法執筆的情況下，仍以口述方式寫作不輟，作品中充滿了求生的意志，足以激勵人心。
1997年杏林子獲靜宜大學頒授榮譽博士學位，2001年被委任為中華民國總統府國策顧問。
2003年2月7日凌晨，負責照顧的印尼籍看護工維娜由於工作性質長期無法獲得適當的休假，導致精神異常，杏林子遭其嚴重拉扯及傷害，緊急送三軍總醫院急救。患有類風濕關節炎的劉俠，本身的心肺功能就弱，加上突然身心受創，導致2月8日凌晨心室震顫，於4時41分離世。遺體於3月初火化，安葬於新北市宜城福音山。
杏林子逝世後，獲中華民國總統陳水扁頒令褒揚，全文如下：
|  | 總統府國策顧問、作家劉俠，器識淵閎，襟懷澹定。雖幼罹罕見疾病，不良於行，然熱愛生命，困學自勵。以「杏林子」筆名發表「生之歌」、「生之頌」、「杏林小記」等勵志作品，立意精純，激勵人心；著作等身，享譽文壇。歷任伊甸社會福利基金會董事長、殘障聯盟理事長等職，推動身心障礙者社會福利制度之建立，以公益為依歸，溥仁愛於大眾；關懷觸角廣及國際，拓展國民外交，尤足矜式。曾榮獲十大傑出女青年獎、國家文藝基金會散文獎、吳三連基金會社會服務獎等殊榮，實至名歸，群倫共仰。民國九十年，應聘總統府國策顧問，迭進嘉謨，獻替良多。綜其生平，致力文學創作，綻放心靈光彩；盡瘁公益，推愛及人；懿德高風，允垂世範。遽聞溘逝，曷勝軫念，應予明令褒揚，以彰馨德。 總統 陳水扁行政院院長 游錫堃中華民國九十二年二月十九日 |

## 作品年表
- 1969年：《遙遠的路》（合著小說集）
- 1976年：《喜樂年年》
- 1977年：《生之歌》
- 1979年：《杏林小記》
- 1980年：《北極第一家》
- 1981年：《生命頌》
- 1982年：《誰之過》、《另一種愛情》
- 1983年：《凱歌集》、《皓皓長安月》、《牧羊兒——于右任的故事》
- 1984年：《大地注·生命注》
- 1985年：《我們》、《重入紅塵》、《母親的臉》
- 1986年：《行到水窮處》、《種種情懷》、《山水大地》、《杏林小語》、《杏林子作品精選一》、《讀雲—王祿松新詩水彩畫集》、《生命，生命》
- 1989年：《感謝玫瑰有刺》
- 1993年：《相思深不深》
- 1994年：《留白的青春·叛逆的歲月》（1982年《誰之過》易名重新出版）、《現代寓言》、《杏林子作品精選二》、《杏林子作品精選三》
- 1995年：《生之歌》（重新出版）、《生之頌》（重新出版）、《阿丹老爸》、《北極第一家》（重新出版）
- 1997年：《心靈品管》、《寶貝書：殘障娃娃家長親職手冊》
- 1998年：《生命之歌》（有聲書）、《身邊的愛情故事》
- 1999年：《在生命的渡口與你相遇》
- 2000年：《為甚麼我沒有自殺？如何度過生命低潮》（主編）、《探索生命的深井》、《真情是一生的承諾》、《美麗人生的二二種寶典》
- 2002年：《打破的古董》、《好小子，喬比！》（圖文書）{聽聽這小溪｝

## 獎項、榮譽、公職年表
- 1979年：第二屆基督教文藝獎（《生之歌》）
- 1980年：十大傑出女青年
- 1983年：伊甸殘障福利基金會董事長（後任常務董事，至2000年）、第八屆國家文藝獎（《另一種愛情》）
- 1988年：教育部特殊教育諮詢委員、花蓮縣榮譽縣民
- 1989年：中華民國殘障聯盟籌備會主席、高雄市榮譽市民
- 1990年：中華民國殘障聯盟第一屆理事長、第三屆吳三連基金會社會服務獎
- 1992年：台北市榮譽市民
- 1997年：靜宜大學榮譽博士
- 1999年：年度職業成就獎—立言類職業成就獎
- 2001年：中華民國總統府國策顧問、第十二屆「台美基金會人才成就獎」社會服務類成就獎

## 家庭
杏林子在家中排行第二。她在《北極第一家》書中，對家人有蠻細緻的描寫。
- 父親劉德銘，生於1912年，陸軍軍官學校第八期畢業，官拜上校。歷經抗戰、國共內戰，曾任第十九軍副參謀長、東北戰區作戰科科長，中國大陸政權易手前夕亦曾受命任福建省永定縣縣長，惟僅一月即奉命撤退。1949年金門古寧頭戰役中負傷回台，後曾任職省垣警備指揮部、動員訓練幹部班、保安司令部，1956年調任國防部監察官，一任十年至限齡退役。1958年藍天鵝水上飛機事件後，曾獲國防部指派接任連江縣 縣長，後又被指派為金門縣縣長，但兩次均以須照顧女兒為由拒絕。1991年因醫療失誤逝世，享年80歲。
- 母親唐綿，陝西省西安市人，十三歲入讀西安玫瑰小學，後升讀玫瑰女中。1939年結婚。杏林子發病後一直加以照顧，並曾為杏林子處理出版書籍事宜。2015年8月20日過世。
- 大姊劉儀，本從事台灣石油工業，後來轉職作人才培訓。她曾翻譯安娜·懷斯（英语：Anna Wise）的著作《潛能總開關：運用腦波啟動內在力量》，教導大眾透過頭腦體操來改善自己的心思，從而激發自身的內在能量。
- 三弟劉侃，宣教士，亦從事身心障礙福利工作。現任屏東基督教勝利之家董事長、屏東基督教醫院董事長、中華民國劉俠（杏林子）之友會理事長、伊甸社會福利基金會董事。他的太太是來自挪威的宣教士，二人育有二子一女。
- 四弟劉儼，國立中央大學大氣物理系畢業，美國麻省理工學院碩士，史丹福大學博士。現職美國太空總署高級研究員。
- 小妹劉儷，現與丈夫游建國一起在基督教廣播機構遠東廣播公司所屬的良友電台主持「幸福滿家園」節目，二人育有一子一女。

## 外部連結
- 伊甸社會福利基金會 （页面存档备份，存于）
- 杏林子【杏林小語】全文閱讀